# Crew Transfer Vessel

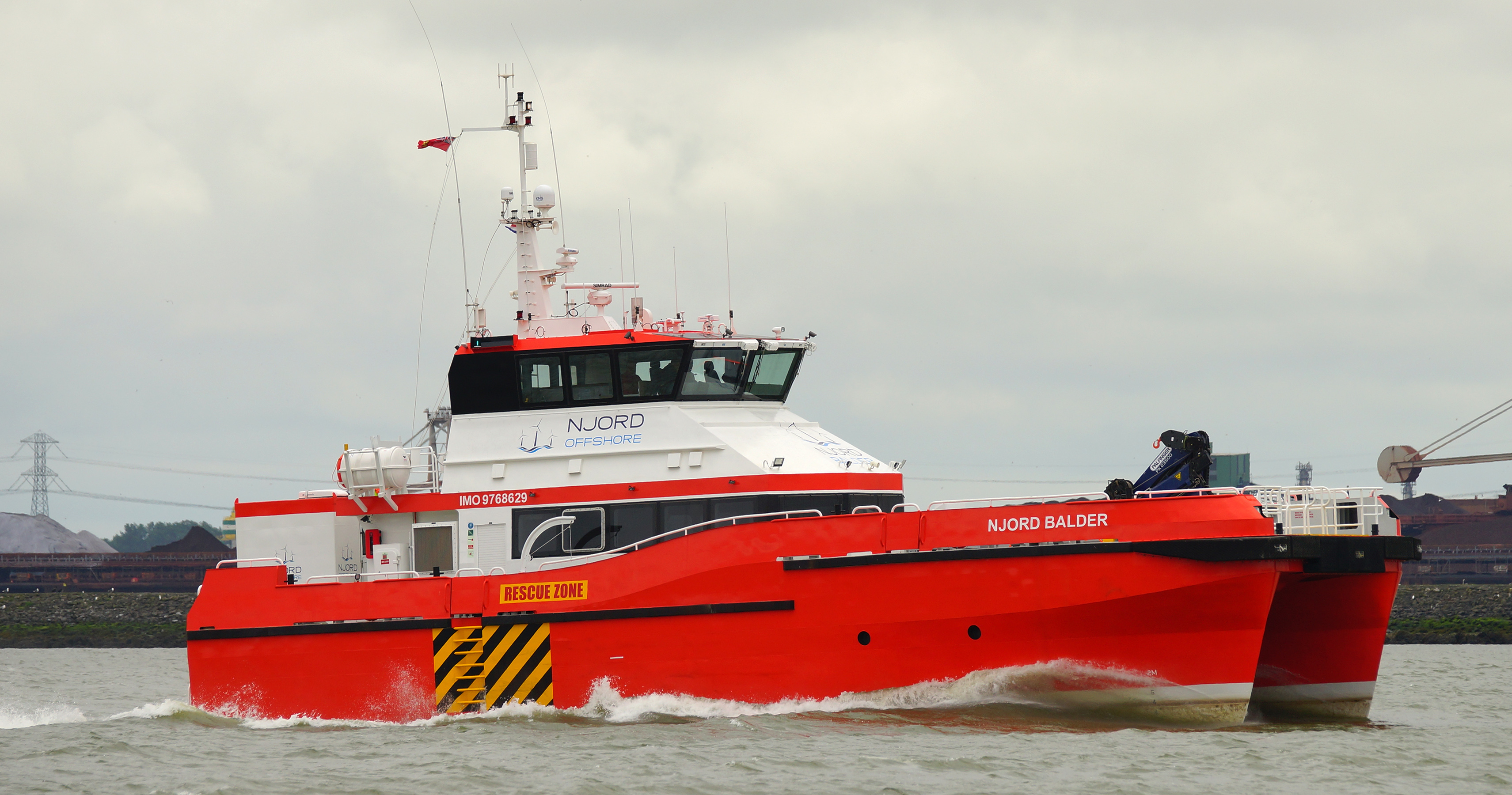
Njord Balder

Ein Crew Transfer Vessel (CTV) ist ein Schiffstyp, der für den Bau, die Wartung und den Betrieb von Offshore-Windparks eingesetzt wird. Er ist für den täglichen Transport von Servicepersonal und Material ausgelegt. Die deutsche Bezeichnung wäre Personaltransferschiff, ein Begriff, der sich jedoch nicht etabliert hat.

## Schiffsdesign

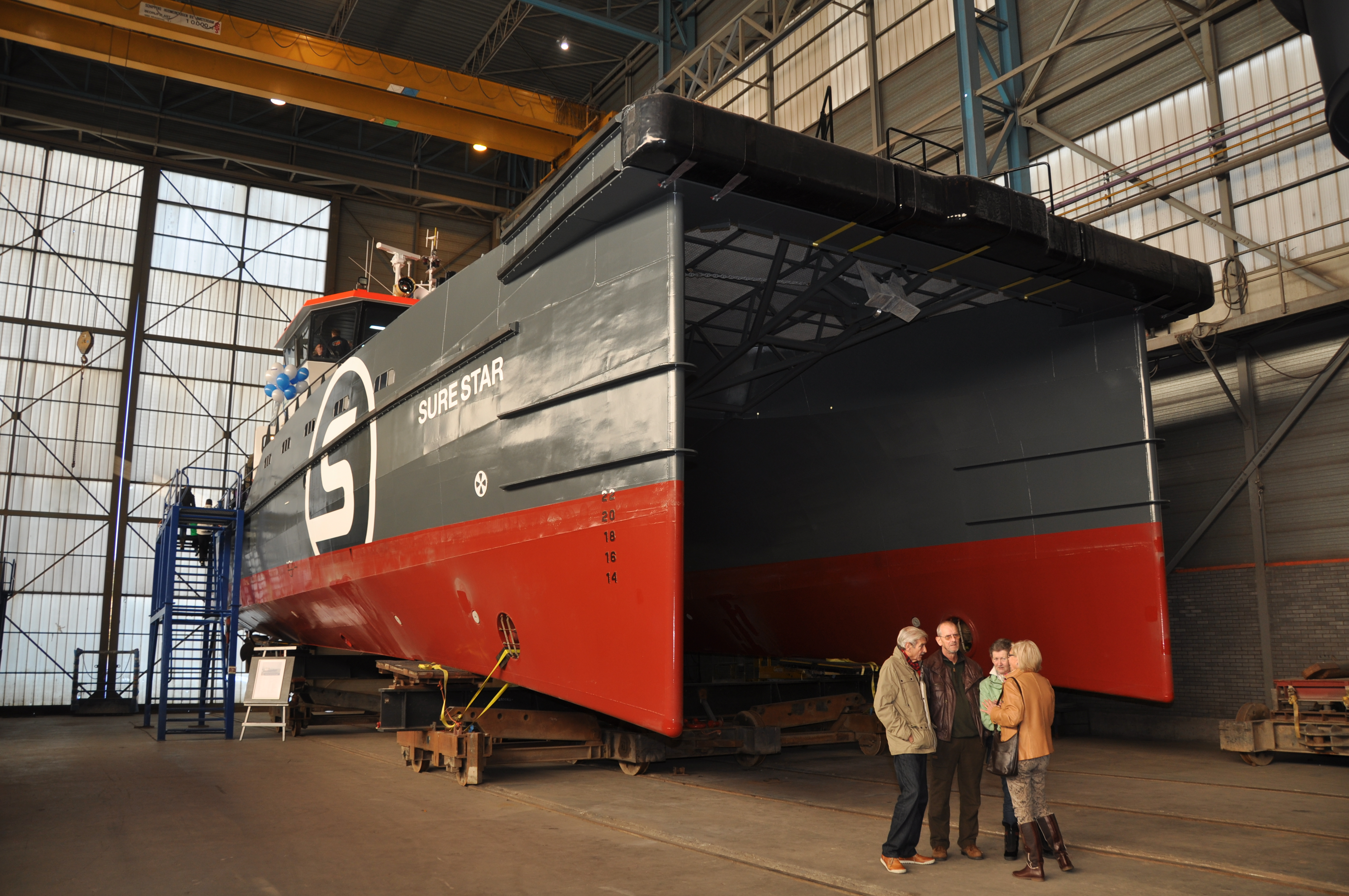
Sure Star mit Axtbug

In der Regel sind es Katamarane aus Aluminium mit Platz für 12 Passagiere und Ladung auf dem Vordeck. Die Transitgeschwindigkeit liegt zwischen 15 und 25 Knoten, gelegentlich auch bis zu 30 Knoten. Oberste Priorität hat der Komfort und die Sicherheit der Passagiere. Dazu gehören gefederte Sitze, Unterhaltungselektronik und eine kleine Kombüse.
Modifikationen des Designs gibt es mit einem Axtbug oder durch den Umbau von Schnellfähren mit höherer Kapazität, z. B. der Seewind 1.